# 매곡천 (울산)
매곡천(梅谷川)은 울산광역시 북구 매곡동의 등넘어못에서 발원하여 매곡지방산업단지를 거치고 마동천과 합류하여 남서류하다가 울산광역시 북구 농소2동에서 태화강의 지류인 동천강으로 흘러드는 강이다.길이는 3.2km이다.2010년 1월 23일 이 강이 친환경 생태하천으로 탈바꿈하였다. 2010년 9월 8일에는 이 강에 자연형 여울, 징검다리, 친수공간, 벽천, 자전거도로 등을 조성해 강을 매개체로 울산의 랜드마크로 탈바꿈하는 '고향의 강' 정비 사업을 추진하였다. 2011년 하반기에 착공 2012년에 완료될 예정이다.